# Felsőbánya

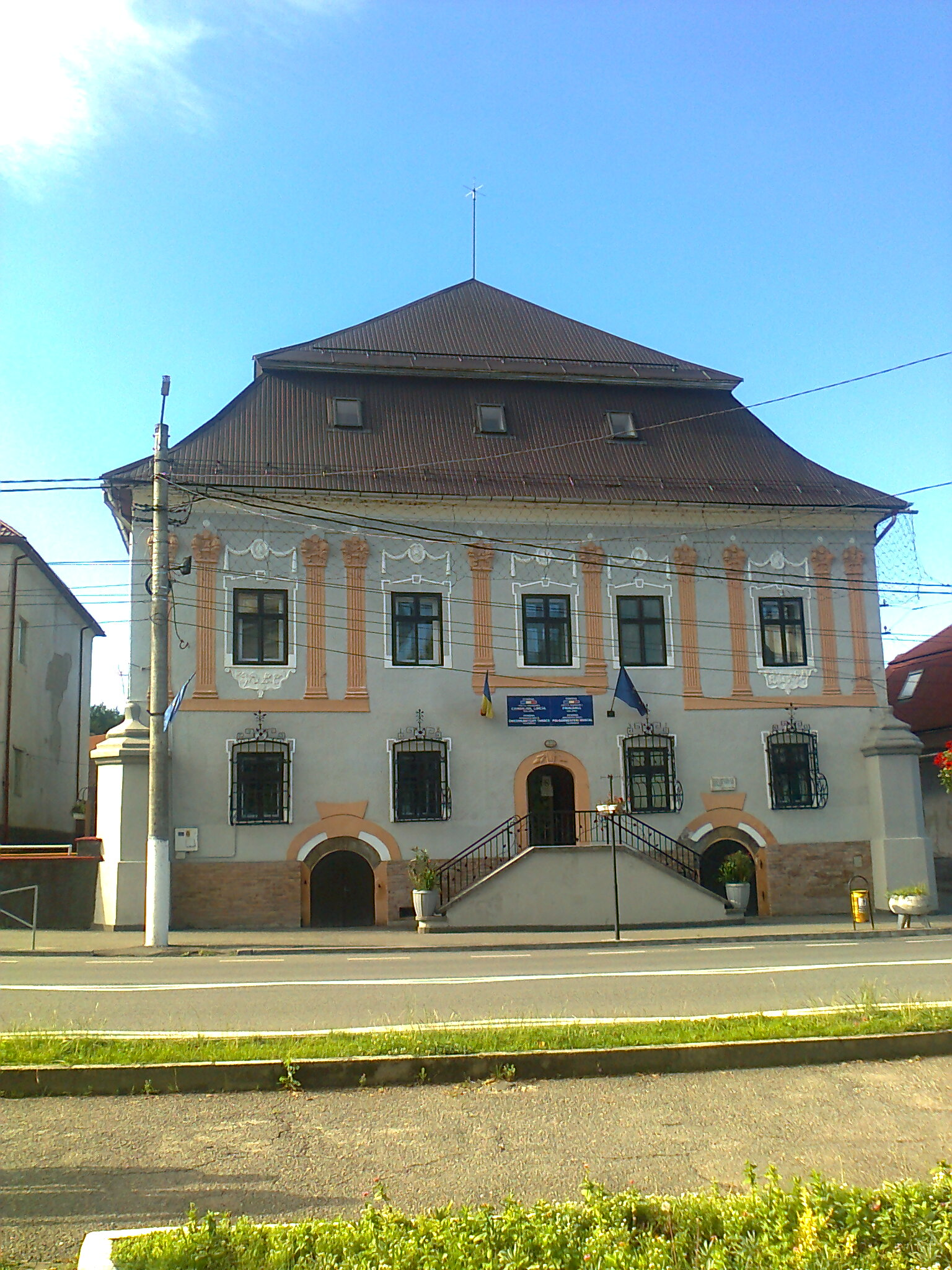
A városháza 2017-ben

Felsőbánya (románul Baia Sprie, németül Mittelstadt, latinul Mons Medius) város Romániában, Máramaros megyében.

## Fekvése
Nagybányától 9 km-re keletre a Gutin-hegység alatt és a Zazar vize mellett, Giródtótfalu, Krácsfalva és Bajfalu közt fekszik.

## Története
Felsőbányának és környékének első benépesítőit a környék hegyeinek ércei, főként arany- és ezüst- érctartalma vonzotta e vidékre.
Nevét 1329-ben említette előszört oklevél Medius Mons néven.
1360-ban montana nostra Mittelperg dicta, 1347-ben, 1412-ben Medius Mons, 1384-ben, 1406-ban civitas Medii Montis, 1390-ben, 1452-ben, 1455-ben civitas Felsevbanya, 1523-ban opp. Felsőbánya, 1888-ban és 1913-ban Felsőbánya néven írták.
IV. Béla szász bányászokat telepített ide, akik itt virágzó bányatelepeket alakítottak ki, városi jogait 1327-ben Károly Róberttől nyerte.
A bányaváros története a középkorban szorosan kapcsolódott Nagybányához:
1329-es oklevelekben Nagybánya (Asszonypataka) és Felsőbánya (Középhegy) mint közös bíró alatt élő városi hatóságok szerepeltek. Az 1333–1335 évi pápai tizedjegyzék pedig mindkét helyről, mint külön plébániával bíró városról tett említést.
Mindkét település: Felsőbánya és Nagybánya területe is eredetileg a szatmári várhoz tartozott s így királyi birtok volt, de Szatmárhoz tartozott a 13. század közepéig az összes nagy erdőség is, melyek Szatmár vármegye keleti részét és Kővár vidékét borították.
A Máramaros határán, a Nagybánya-hegy alatt elterülő bányász-község - amelyet Közép-hegy-nek, latinul Medius Mons-nak és Civitas de medio monte-nek neveztek - alapítását tekintve valamivel megelőzte a Kereszt-hegy tövében keletkezett Asszonypataka (Rivulus Dominarum) alapítását, mely nevét később a mai Nagybánya névvel cserélte fel; Közép-hegyből pedig Felsőbánya lett.
1374-ben Nagy Lajos király adta ki Felsőbánya első kiváltságlevelét, mely kimondta, hogy mind Asszonypatakának, mind Közép-hegynek bányászati rendtartását egységes alapra fekteti, közös kamaraispánt állít a két város élére és lerakja a vidék bányajogának alapját. Az oklevél a várost ősi, emlékezet előtti időtől (a tempore immemoriali) fennálló községként említi, megerősíti, megújítja a város kiváltságait és szabadalmait is.
1393-ban Zsigmond király, 1464-ben Mátyás király, majd 1523-ban II. Lajos szabadalomlevelével Felsőbánya várost és bányamívelő lakosait minden adó és taksa, hadi adó és kamarai nyereség fizetése alól fölmentette. 1604-ben Rudolf, 1690-ben pedig I. Lipót ismét többféle kiváltságot adományoztak a városnak, mely kiváltságokat Mária Terézia 1741-ben, I. Ferenc pedig 1791-ben erősítettek meg.
1411-ben Zsigmond király Lazarevics István szerb despotának adományozott jelentős birtokokat, köztük Felsőbányát is, amikor a töröktől fenyegetett déli részek védelme céljából szövetségre lépett vele.
1427-ben, Lazarevics halála után Brankovics György lett a város ura, közel 20 éven át. Ez alatt az idő alatt a lakosság sok zaklatásnak volt kitéve.
1445 körül foglalás, majd a despotával kötött szerződés útján Felsőbánya Hunyadi Jánosé lett, aki 1452-ben személyesen is járt a városban. Ekkor a templom orgonája annyira megnyerte tetszését, hogy azt az egyházi elöljáróság beleegyezésével megvette és Zólyomba szállíttatta. Kárpótlásul és vételárként elrendelte, hogy a város minden arany- és ezüstbánya után a tiszta jövedelem tizedét a felsőbányai templom pénztárába fizesse be; e teher alól az említett bányákat csak a 19. század közepén mentették föl.
1455-ben Hunyadi János a kapniki bányákat Felsőbányának ajándékozta, meghagyva, hogy a várost szerzett jogaiban senki se háborgassa.
1465-ben és 1482-ben Mátyás király ismét megerősítette a város kiváltságait, a város ekkor visszakerült a korona közvetlen földesurasága alá.
1490-ben II. Ulászló öccse, Albert lengyel herceg betört az országba, s ekkor Felsőbányát is feldúlta.
1508-ban Ulászló király a bányák jövedelmét hívének, Thurzó Jánosnak adományozta, majd 1514-ben a Hunyadi Jánostól nyert kiváltságokat és a bányabevételek tizedét ismét a felsőbányai Boldogságos Szűz Mária-templom pénztárának adományozta.
1523-ban II. Lajos király adott ki szabadalomlevelet, melyben a várost s lakosait az adó fizetése alól fölmentette.
A mohácsi csata után Felsőbánya Szapolyai János mellé állt, aki 1530-ban birtokába vette a bányákat és 1531-ben Felsőbánya összes szerzett jogait, szabadalmait és kiváltságait megerősítette.
1550-ben egy kóborló rabló csapat megtámadta Felsőbánya városát és teljesen kirabolta.
1560-bab I. Ferdinánd a várost hívének, Balassa Menyhértnek adományozta, de Szapolyai is a magáénak tekintette azt, így éveken át a két király seregei felváltva sanyargatták a lakosságot.
1562-ben a Szatmár várát ostromló török sereg megtámadta Felsőbánya városát is és felgyújtotta. 1564-ben pedig I. Ferdinánd hadai jelentek meg a városban s a lakosságot megsarcolták.
1567-ben Szapolyai Zsigmond serege foglalta el Felsőbányát és birtokába vette a bányákat is, és még ebben az évben a lengyelek is ismét betörtek az országba, ekkor Felsőbánya polgárainak is igen sok kárt okoztak.
1568-ban a felsőbányai kincstári bányákat és egyéb állami haszonbéreket Dobó István kapta.
Eközben a Habsburg-hadak a nem török uralom alatt lévő megyéket szállták meg és 1572-ben Felsőbányát is megfenyegette a császári hadsereg, hogy hódoljon meg, mert különben az egész lakosságra kemény sarcot vet ki.
1579-ben a szepesi kamara elnöke, Paczoth János rendeletében megengedte, hogy a város a Szent János-patak mellett falut, bányát és kohót építtethet és nagyobb számú munkást fogadhat fel, megvetve ezzel Kisbánya falu alapját, mely ekkor keletkezett, és 1612-ben Bethlen Gábor fejedelem Felsőbánya városát a Kisbányát illető jogaiban meg is erősítette. 

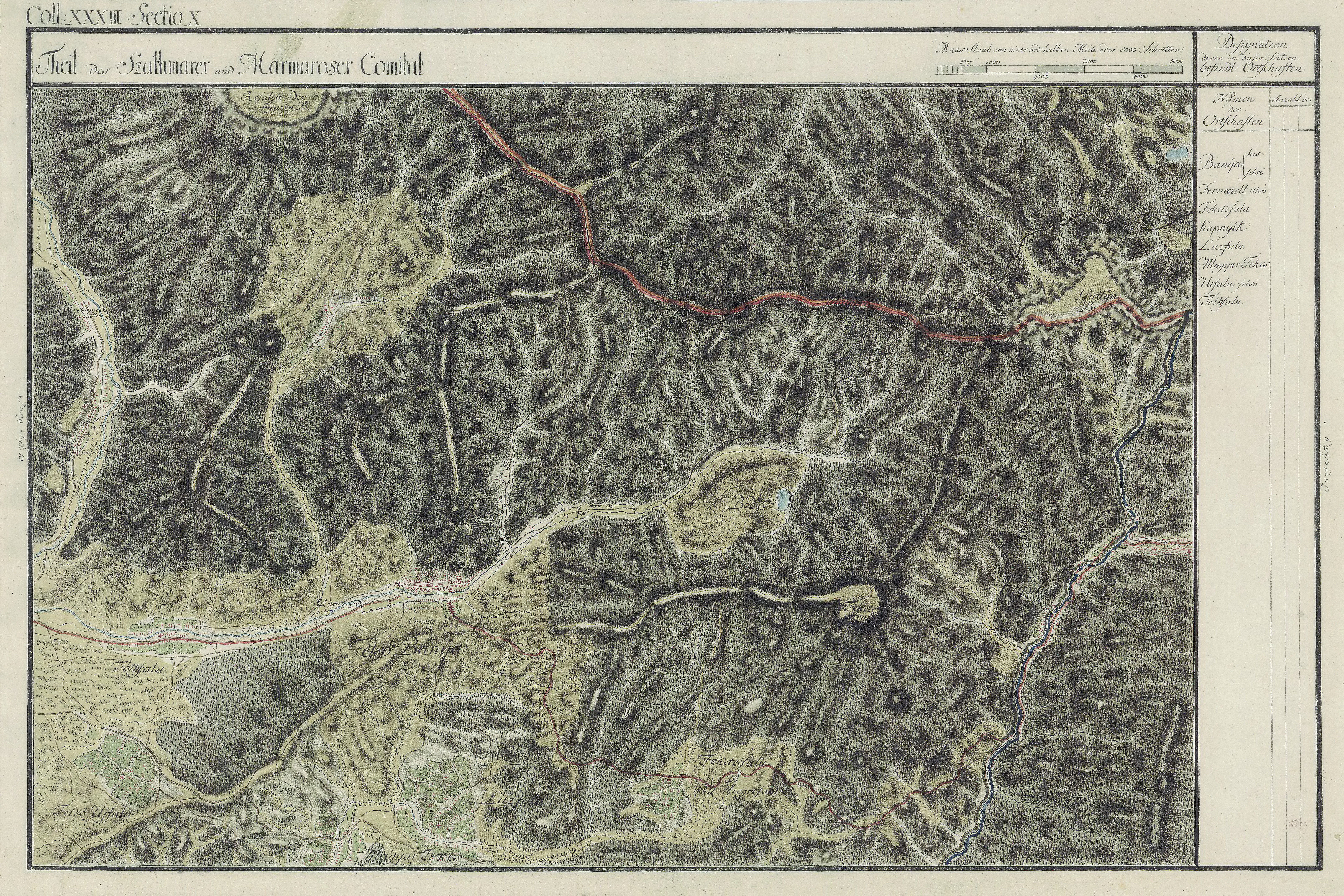
Felsőbánya térképe az 1700-as évekből

1583-ban Rudolf császár és magyar király adománylevélben Felsőbányát Nagybányával együtt Báthory István lengyel királynak és örököseinek adományozta, kárpótlásul Szatmár vára helyett, melyet Báthory István követelt magának családi jogon és 1585 szeptember 8-án Krakkóban kelt kiváltságlevelében a város összes jogait megerősítette s a tanácsi rendeletekre is szabadalmat adott.
1588-ban Báthory Zsigmond Gyulafehérváron kiadott levelében Felsőbányának összes jogait és kiváltságait mindenben megerősítette, majd még ezévben a felsőbányai, valamint a nagybányai és kapnikbányai bányák jövedelmét Herberstein Felicziánnak adta bérbe 3 évre.
1589-ben a lengyel hadak ismét megtámadták a várost és felgyújtották.
1601-ben Rudolf császár ismét megerősítette Felsőbánya Báthory Istvántól és elődeitől nyert összes jogait és kiváltságait.
1624-ben a bányatelepeket Bethlen Gábor megkapta meg, majd az 1645 évi linzi békekötés után III. Ferdinánd az egész bányakerületet s így Felsőbánya városát is I. Rákóczi Györgynek és utódainak engedte át.
1648-ban nagy sáskajárás lepte el a határt, mely nemcsak a réteket és mezőket, de még az erdőket is elpusztította, nagy ínséget okozva.
1661-ben a török Nagyvárad elfoglalása után, seregével a gazdagnak híresztelt bánya-városok ellen nyomult. A veszély elhárítása céljából Felsőbánya Nagybányával szövetkezett, a két városért 10 000 tallér váltságdíjat ajánlott fel. Ilymódon menekült meg a két város a török seregtől.
1664 évi vasvári béke következtében a város I. Lipót uralma alá került, majd ezután nem sokkal a Szepesi Kamara szerette volna a városi bányákat a kincstárnak megszerezni.
1672-ben pedig ismét erdélyi hadak foglalták el a várost, 1686-ban pedig a német hadak főparancsnoka, gróf Antonio Caraffa tábornagy vetett ki nagy sarcot a lakosságra. Az újabb, 1689 évben a Caraffa által kivetett sarcot a lakosság már nem tudta megfizetni, ezért ismét a szepesi kamarához fordult, majd az 1689 október 25-én Misztótfaluban megkötött szerződés szerint Felsőbánya városa:
1.) Fudor, Tomoz, Leves és Vont nevű bányatelepeit az erdők használatával, bányaeszközökkel, érczúzókkal és olvasztó-kohókkal együtt örökös joggal átadja a magyar kincstárnak, amely a város adósságait kifizeti.
2.) A város minden adózás terheitől örök időkre felszabadíttatik, vagyis hogy adózás tekintetében az az állapot, melybe a város. II. Lajos király kegyelméből helyezve volt, a város közönsége részére minden időkre biztosíttatik.
3.) Az italmérési jog és a szabad húsvágási jog is a várost illeti.
4.) Két lisztőrlő malom, egy kohó és egy zúzó a város kizárólagos tulajdonában marad.
5.) A bányák művelésére Felsőbánya lakosait alkalmazzák, kiknek jogukban áll az átengedett bányákkal szomszédos helyeken és hegyekben ásványok után kutatni s azokat kimívelni.
6.) A fizetések készpénzben eszközöltessenek.
7.) A kereskedelmi kereset után a város lakosai, mint a többi szabad királyi városok lakosai, csak félharmincadot fizessenek s hogy mind e feltételeket királyi szentesítés és jóváhagyás erősítse meg.
8.) A szerződés 1690. január 1-jén lép életbe.
A szerződést I. Lipót király 1690. január hó 21-én Bécsben kelt oklevelében egész terjedelmében megerősítette és jóváhagyta.
1703 után, II. Rákóczi Ferenc is megerősítette Felsőbányát kiváltságaiban, II. Rákóczi Ferenc idejében a békés fejlődés és megerősödés időszakát élte a város.
1742-ben ismét nagy pestisjárvány pusztított a városban, és 700-nál többen haltak meg a járványban.
1910-ben 4422 lakosából 4149 magyar, 230 román volt. Ebből 2304 római katolikus, 1241 görögkatolikus, 587 református volt.
A trianoni békeszerződés előtt rendezett tanácsú város volt Szatmár vármegyében.
A második világháború előtt a felsőbányai zsidóság aránya 6,1 % volt.

## Népessége
1850-ben 993 házban 1336 család élt. 5427 lakosából 3800 magyar, 1093 román, 333 német, 140 szlovák és 40 cigány volt.
2011-ben 15476 lakosából 11318 román, 2602 magyar, 606 cigány, 25 német és 17 ukrán volt.

## A felsőbányai bányák 1800 körül
1800 körül Felsőbányán 11 malom (zúzómű) működött, 211 ütővel, valamint egy nagy kovács-műhely, két olvasztókemence és egy választó-kemence.
A bányamívelésnél ekkor már nem volt gyakorlat az a régi eljárás, mely szerint a kemény kvarc-rétegeket előbb nagy tűzben meglágyították s ezután puskaporral fölrobbantották, s csaknem kizárólag lőport alkalmaztak.
A kincstári bányászatot a „Bányászati Tisztség” vezette, amely az 1748-ban felállított nagybányai „Királyi Felvigyázó Tisztség”-nek volt alárendelve. Ennek élén a „Főfelvigyázó”állt, s mellette volt nyolc „Székülő”, a táblabírák, akik a peres ügyekben ítélkeztek.
1800-ban összesen 46 bánya-társaság volt Felsőbányán s 344 magánbányatelek. Ezek közül a „Minden Szentek” bánya s a Csúszó-bánya a város tulajdonai voltak. A magán-bányák közül kiváltak a Leppen Szent-Mihály, Szent-Háromság, Szent János, Ökörbánya, Enteres János, Tető-bánya, Péter Deák, Vonti, Gezen, Pokoli, Szent-Mihály, Ignáczi, Mathaei, Él-bánya, Szent-Jobb stb.
Ez időben Kisbánya falu 86 házból állt és összes népessége 445 lélek volt.

## Nevezetességek
- Kéttornyú római katolikus temploma 1847 és 1858-ban épült, neoromán–neogótikus stílusban. Főoltárképét Lotz Károly festette. A plébániahivatal 1773-ból való.
- Ortodox (korábban görögkatolikus) fatemploma 1793-ban épült.
- A baptisták imaháza az átalakított, eredetileg 1754-ben épült Császi-házban működik.
- Református templom (1888–1890). A parókiaépület 1836-ból való.
- A barokk városháza 1733-ban épült, eredetileg a bányahivatal működött benne.
- A bányahivatal mai épülete szintén a 18. századból való.
- A Szatmári Irgalmas Nővérek volt zárdája (1887–1890).
- Korona Vendéglő.
- Zazar utca 1. sz.: Füstös-ház (18. század), 3. sz.: Csausz-ház (1833), 11. sz.: Sztáncsek-ház (18. század), 21. sz.: 1. sz. általános iskola (1880).

## Ismert emberek
- Itt született 1796. augusztus 8-án Csausz Márton egyetemi tanár.
- Itt született 1806-ban Sasku Károly polihisztor, honvéd százados.
- Itt született 1812-ben Lugossy József nyelvész, orientalista, az MTA tagja.
- Itt született 1830-ban Gábor József szőlész.
- Itt született 1868-ban Hültl Hümér orvos, feltaláló.
- Itt született 1882-ben Schmidt Sándor bányamérnök.
- Itt született 1889-ben Ember Sándor ügyvéd, sportrepülő, magyarországi országgyűlési képviselő.
- Itt született 1927-ben Mazalik József Alfréd újságíró, szerkesztő.
- Itt született 1940-ben Máriás József újságíró, szerkesztő, magyar irodalomtörténész.

- Itt hunyt el 1918-ban Münnich Sándor tanító, bányatisztviselő, gazdasági tanácsos, újságíró.

## Testvérvárosok
- Tiszavasvári, Magyarország
- Kunhegyes, Magyarország